# El Molinero
Pour les articles homonymes, voir Molinero.
Ricardo Aguín Ochoa, plus connu sous le pseudonyme de El Molinero, né le 30 avril 1970 à Paris en France, est un matador français et espagnol.

## Présentation et carrière
Les sites taurins le disent tantôt français, tantôt espagnol. Il est en réalité les deux, et plus espagnol que français car il a passé toute sa jeunesse chez ses grands-parents, meuniers de leur état, qui vivaient dans un petit village près de Saragosse. C'est de leur activité qu'il tient son apodo : El Molinero (le meunier). Il a d'ailleurs fait ses études de tauromachie à l'école taurine de Saragosse.
Après avoir participé à 52 novilladas, piquées, il prend son alternative à Saragosse, avec pour parrain Miguel « Armillita » et pour témoin « Joselito », devant des  taureaux de la ganadería de Los Guateles. Au Venezuela, il se présente à Maracaibo le 21 novembre 1993, devant un lot de l'élevage Tierra Blanca, en compagnie de Tomás Campuzano. 
Après la confirmation d'alternative à Madrid le 27 août 1995, avec pour parrain Emilio Silvera et pour témoin Antonio Mondejar face au toro Palomito de l'élevage Molero Hermanos, il débute en France à Béziers (Hérault) le 21 juillet 1996.
L'essentiel de sa carrière se déroule ensuite en Espagne où il est beaucoup plus apprécié qu'en France. Il fait sa despedida le 14 octobre 2004. Il laisse un grand souvenir de sa prestation à la feria del pilar le 15 octobre 2000 face à un taureau de l'élevage Palha (aussi redoutable que les miuras.